# Shri
Shri – dinozaur z rodziny dromeozaurów żyjący w późnej kredzie na terenach dzisiejszej Azji. Gatunkiem typowym jest S. devi, którego holotypem jest niekompletny szkielet IGM 100/980 z zachowaną prawą kończyną tylną, lewym tibiotarsus, miednicą oraz kręgami szyjnymi, grzbietowymi i ogonowymi. Holotyp odkryto w 1991 roku w osadach formacji Barun Goyot (Mongolia) podczas amerykańsko-mongolskiej ekspedycji paleontologicznej rozpoczętej w 1990.

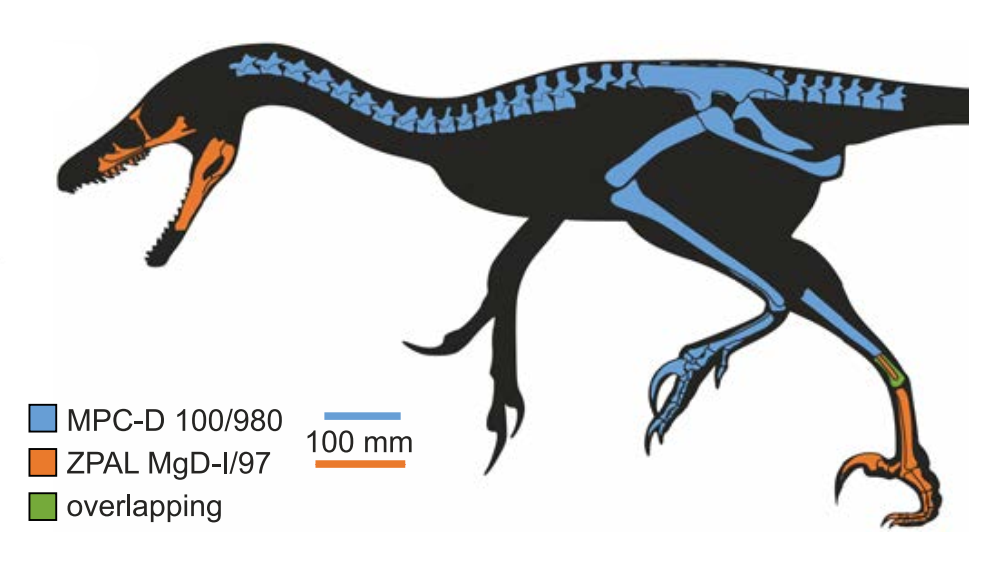
Odnalezione kości Shri.

Czepiński (2023) przypisał do tego rodzaju drugi okaz (ZPAL MgD-I/97), obejmujący niekompletną czaszkę i dystalną część lewej kończyny tylnej.